# Dorfkirche Reppinichen

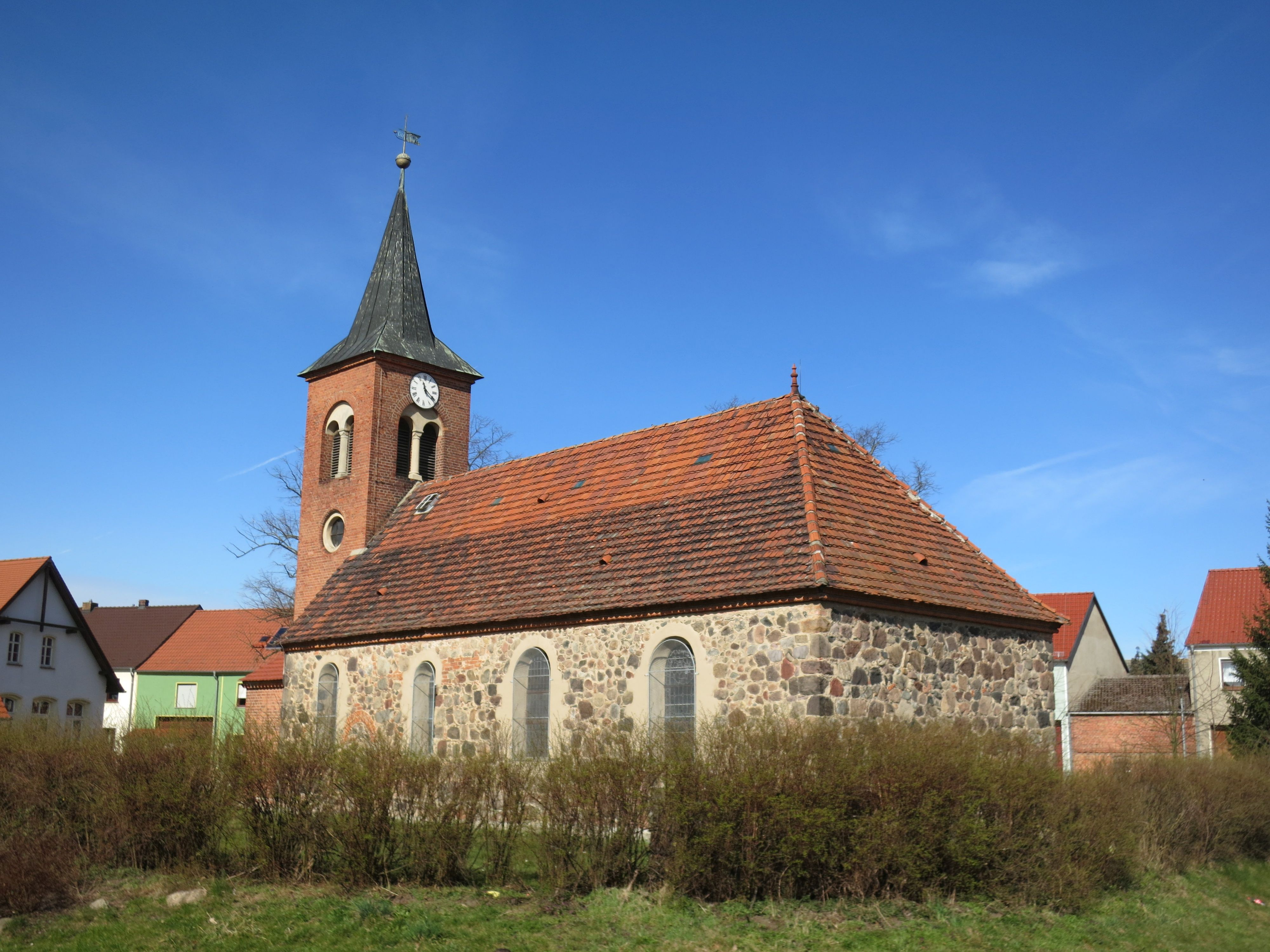
Dorfkirche Reppinichen

Die evangelische Dorfkirche Reppinichen ist eine Feldsteinkirche aus der Zeit um 1500 in Reppinichen, einem Ortsteil der Gemeinde Wiesenburg/Mark im Landkreis Potsdam-Mittelmark im Land Brandenburg. Sie gehört zur Evangelischen Kirchengemeinde Wiesenburg im Kirchenkreis Mittelmark-Brandenburg der Evangelischen Kirche Berlin-Brandenburg-schlesische Oberlausitz.

## Lage
Die Dorfstraße führt von Nordosten kommend auf den historischen Dorfanger zu. Südwestlich des Dorfteichs steht das Bauwerk auf einer leicht erhöhten Fläche, die nicht eingefriedet ist.

## Geschichte
Über die Ursprünge der Baugeschichte gibt es unterschiedliche Annahmen. Das Dehio-Handbuch äußert sich nur sehr vage und spricht von einem spätgotischen Bau, was die Zeit von 1350 bis ca. 1520/1530 umfassen würde. Das Brandenburgische Landesamt für Denkmalpflege und Archäologische Landesmuseum datiert den Bau in seiner Denkmaldatenbank „um 1500“. Engeser und Stehr gehen hingegen davon aus, dass der Bau bis spätestens 1450 erfolgt sein muss. Sie begründen diese Festlegung damit, dass der Ort 1450 bereits wüst gefallen war. Auf Grund der Mauerwerksausführung halten sie es für denkbar, dass der Bau im 14. Jahrhundert entstanden sein könnte. Doch auch sie weisen darauf hin, dass eine genaue Bestimmung ohne weitere Daten auf Grund der tiefgreifenden Umbauten ausgesprochen schwierig sei. Dendrochronologische Untersuchungen, die weiteren Aufschluss geben könnten, fanden bislang nicht statt. Gesichert ist, dass 1571 der Wiederaufbau des Ortes stattfand. Es ist daher anzunehmen, dass die Einwohner zu dieser Zeit auch Veränderungen an der Kirche vornahmen. Diese sind jedoch nicht dokumentiert. Im Dreißigjährigen Krieg wurde die Kirche stark beschädigt und erst 1703 – Engeser und Stehr geben 1701 an – unter Benno Friedrich Brandt von Lindau dem Jüngeren wiederaufgebaut. 1857 erweiterte die Kirchengemeinde das Bauwerk nach Osten hin; 1880 erhielt es den steinernen Westturm mit einem neuen Portal. Er ersetzte einen Vorgängerturm, der vermutlich Anfang des 18. Jahrhunderts aus Holz errichtet worden war. Bei diesen Umbaumaßnahmen verschlossen Handwerker den ursprünglichen, südlichen Zugang. Überlieferungen zufolge erhielt der neue Westturm im Jahr 1883 eine Turmuhr. 1903 erfolgte ein Umbau unter dem Einfluss der Stifterin Konstanze Bülow.

## Baubeschreibung

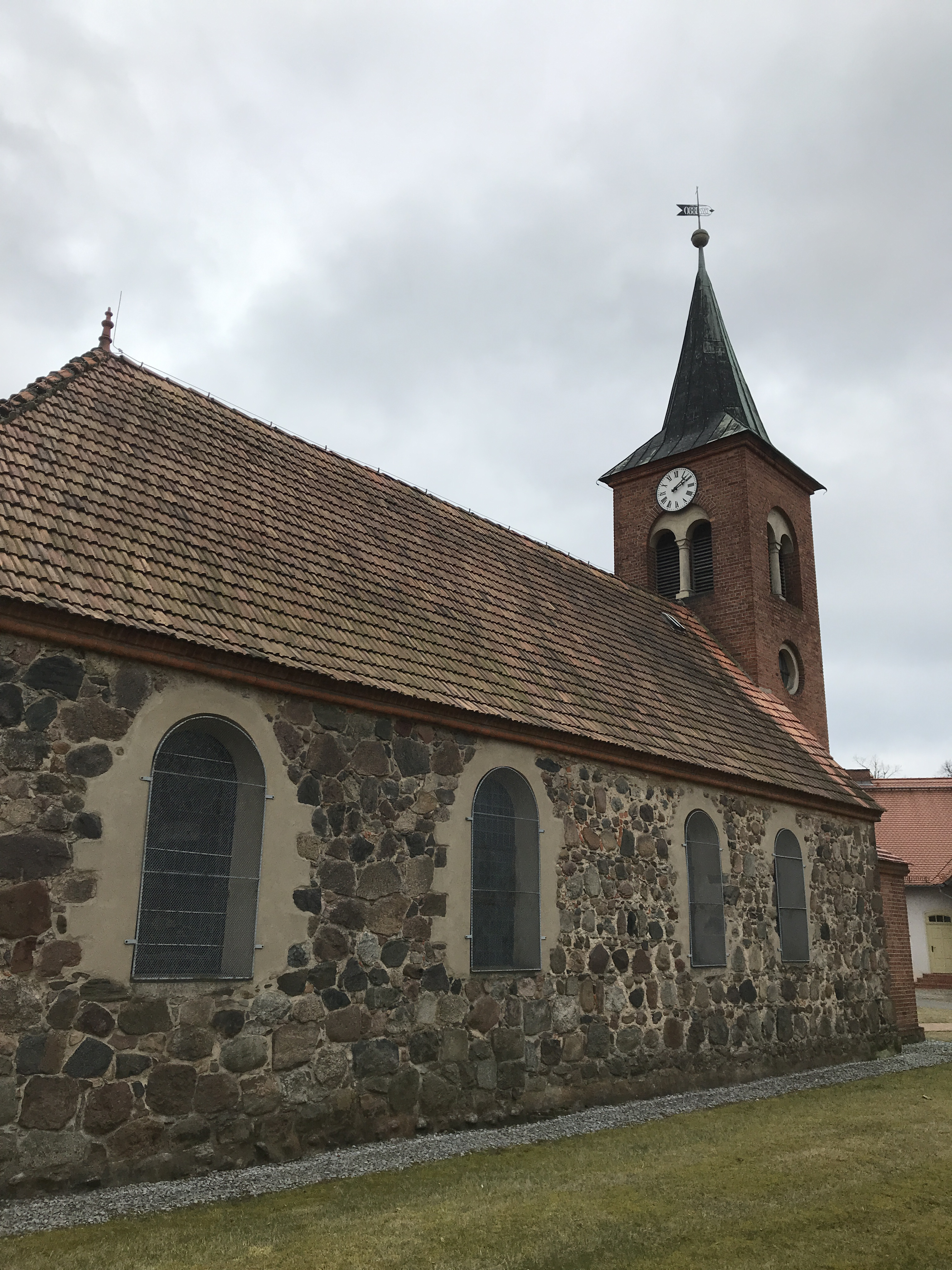
Ansicht von Nordwesten

Chor und Kirchenschiff wurden im Wesentlichen aus Feldsteinen errichtet, die unbehauen und nicht lagig geschichtet wurden. Die fensterlose Chorostwand ist gerade und nicht eingezogen; einige Ecksteine sind behauen.
Das Kirchenschiff hat einen rechteckigen Grundriss. Auf seiner Nordseite sind vier segmentbogenförmige Fenster, deren Faschen zum Teil verputzt sind. Im Mauerwerk sind einzelne Ausbesserungsarbeiten mit rötlichem Mauerstein erkennbar. Die beiden westlich gelegenen Fenster stammen dabei – wenn auch nicht in ihrer „barock“ vergrößerten Form – vermutlich aus dem Ursprungsbauwerk. Denkbar wäre aber auch, dass auf der Nordseite lediglich ein Fenster vorhanden war. Die beiden östlich gelegenen Fenster wurden beim Umbau Anfang des 17. Jahrhunderts eingefügt. Sie wurden ein wenig breiter ausgeführt. An der Südseite des Kirchenschiffs sind zwischen dem ersten und zweiten Fenster linksmittig die Reste der zugesetzten Gemeindepforte zu erkennen. Der Rundbogen ist mit zwei übereinander geordneten Bindern noch erkennbar; der Rest wurde mit Feldstein und Gesteinssplittern zugesetzt. Die Mauersteine stammen jedoch überwiegend aus der Neuzeit, so dass nur die Position des Portals ursprünglich sein dürfte. Zum Dachfirst hin werden die Steine deutlich kleiner. Dort ist ein umlaufendes Gesims aus rötlichem Mauerstein. Das Schiff trägt ein schlichtes Satteldach aus Biberschwanz. Engeser und Stehr geben eine Länge von 18,00 Metern bei einer Breite von 7,50 Metern an.
Nach Westen schließt sich der neoromanische Kirchturm an. Er wurde überwiegend aus rötlichem Mauerstein errichtet. Das untere, querrechteckige Geschoss mit einer Länge von 2,80 Metern nimmt mit 6,50 Metern die Breite des Kirchenschiffs nicht vollständig auf. Nach Westen hin ist eine Blende aus behauenen und lagig geschichteten Feldsteinen mit einem großen, segmentbogenförmigen Portal sowie einem darüber durch Mauerwerk erzeugten Kreuz. Links und rechts des Portals sind zwei kleine, ebenfalls segmentbogenförmige Fenster. Die beiden darüberliegenden Geschosse springen deutlich zurück und haben einen quadratischen Grundriss. Im mittleren Geschoss ist an jeder der drei zugänglichen Seiten ein Ochsenauge. Darüber folgt das Glockengeschoss. Die paarweise angeordneten Klangarkaden sind dabei in einer großen, segmentbogenförmigen Öffnung untergebracht, die durch eine Säule miteinander gekuppelt sind. An der West- und Ostseite ist eine Turmuhr. Der achtfach geknickte Turmhelm ist mit Blech verkleidet. Daran schließt sich eine Turmkugel mit Wetterfahne an, die die Jahreszahlen 1880 und 1977 zeigt.

## Ausstattung
Die Kirchenausstattung stammt einheitlich aus dem Jahr 1903 und zeigt Anleihen an die Heimatschutzarchitektur. Der Kanzelaltar wurde aus Holz gearbeitet, reich mit Akanthus verziert, das in einem gelb-blauen Ton gehalten wurde. Er wird von zwei Säulen umrahmt, die einen geschwungenen Giebel tragen. Auf der Hufeisenempore steht eine Orgel von Adam Eifert von 1903, deren Prospekt die Farb- und Formensprache des Altars aufnimmt, mit acht Registern auf zwei Manualen und Pedal. Die gewölbte Decke ist in einem gelb-dunkelgrünen Ton gehalten. Ein Glasfenster an der südlichen Chorseite zeigt das Wappen derer von Bülow.